# Carlos María de Castro
Carlos María de Castro (Estepa, 24 de septiembre de 1810-Madrid, 2 de noviembre de 1893) fue un arquitecto, ingeniero de caminos, canales y puertos y urbanista español.

## Biografía

### Primeros años
Nació el 24 de septiembre de 1810 en la localidad sevillana de Estepa. En 1833 recibió el título de arquitecto por la Real Academia de Bellas Artes de San Fernando, comenzando a trabajar en la Dirección de Caminos del Ministerio de Fomento, en cuyo cuerpo de Ingeniero de Caminos se integraría en 1835. Durante la década de 1840 se centraría en la construcción de obras públicas por toda España: acondicionamiento de la carretera Madrid-Irún, con la construcción de puentes en Viñuelas, Madrid y Bañuelos, Burgos (1842), o la mejora del paso de Somosierra (1843), dirección del Canal de Manzanares (1843), trazado del telégrafo óptico (1844), itinerario preliminar de la carretera Ciudad Real-Badajoz (1849).
En la década siguiente sus proyectos más importantes estuvieron en la ciudad de Madrid. Así colaboró, como funcionario del Ministerio de Fomento, en la construcción de la  línea de ferrocarril entre Madrid y Aranjuez (1851), las obras del Canal de Isabel II (1852), para llevar las aguas del Lozoya a Madrid, o de la Puerta del Sol, dirigidas por Lucio del Valle (1852-1862).

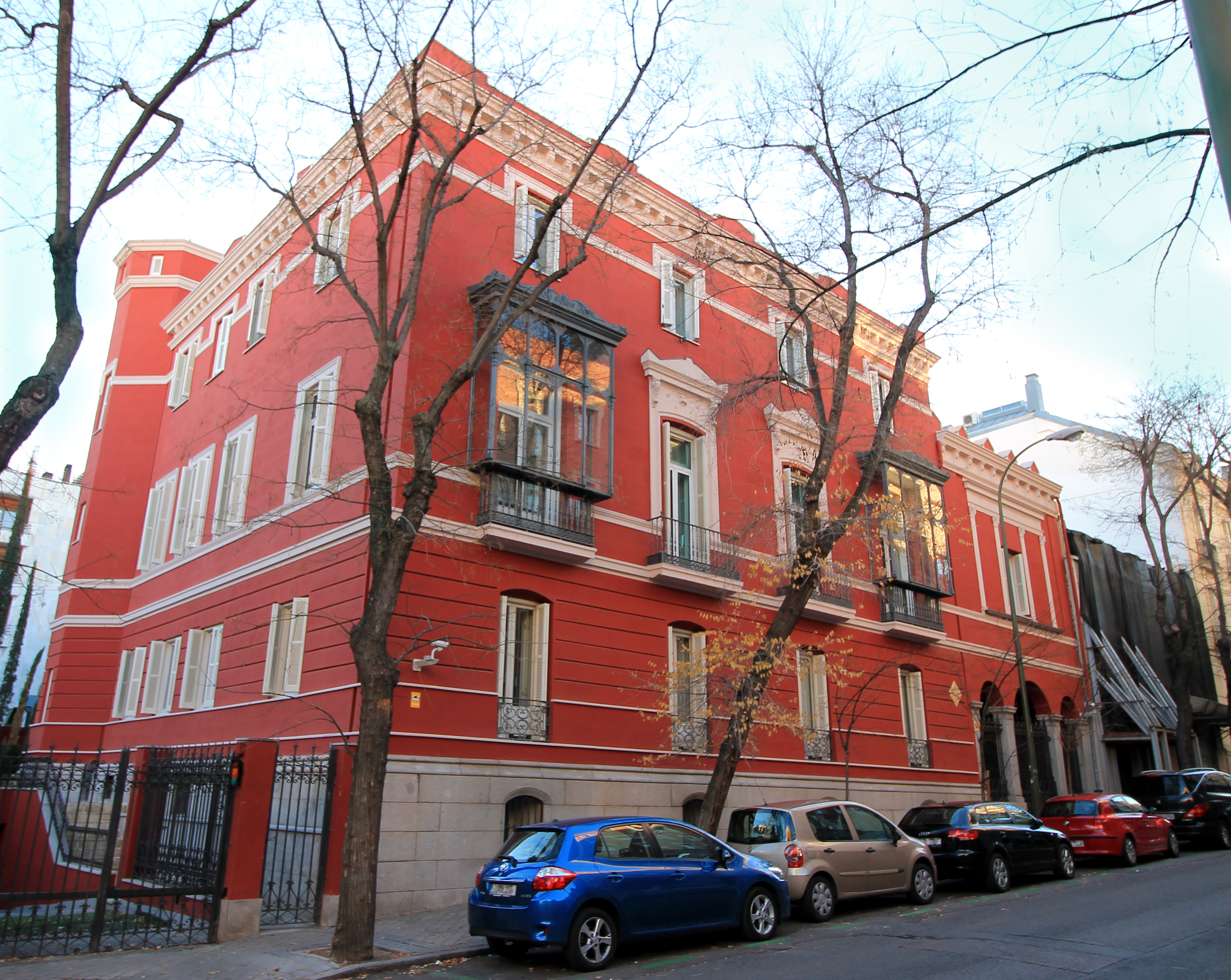
Palacete de Carlos María de Castro en Madrid, diseñado por él mismo en 1864.

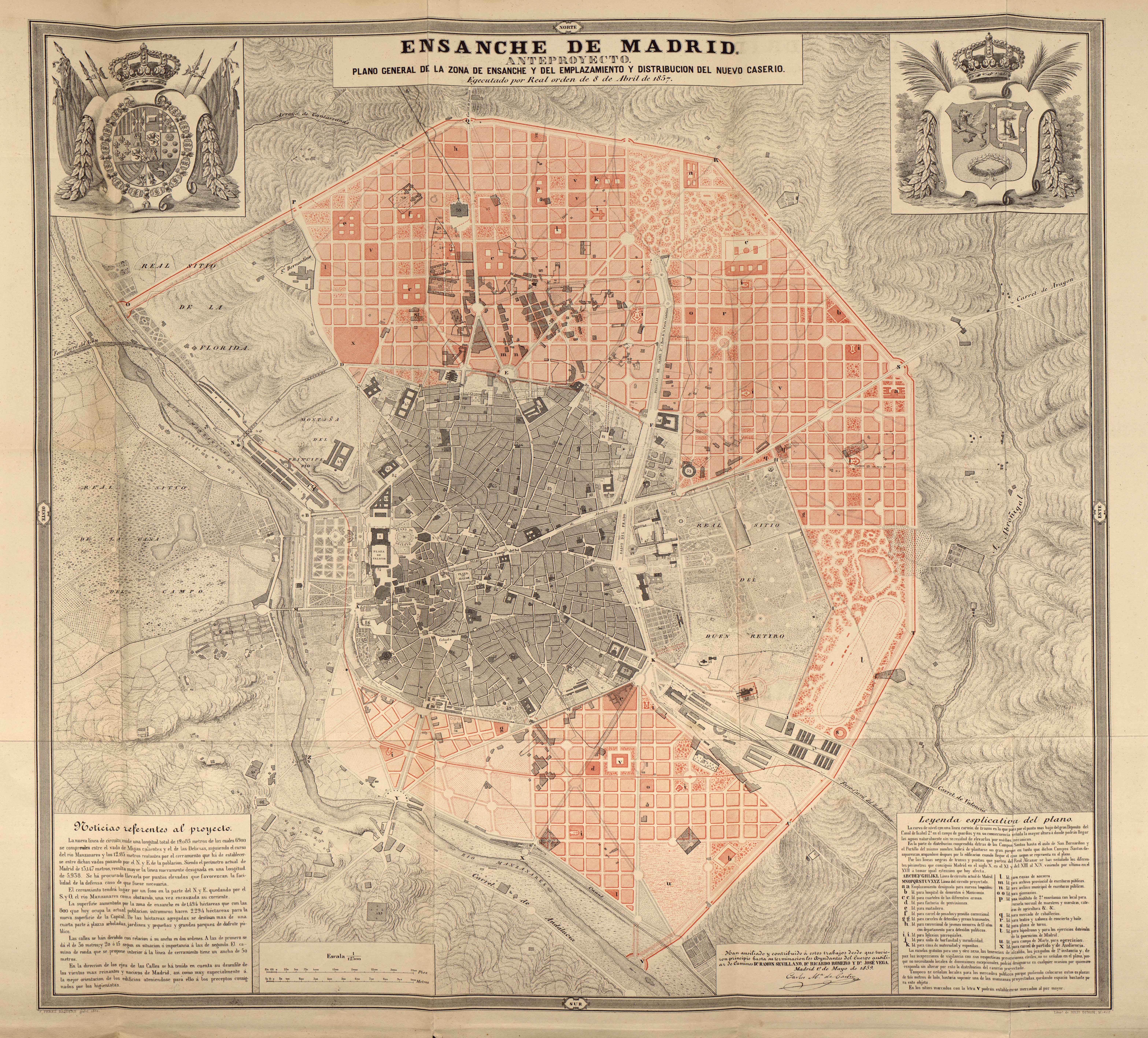
Mapa del proyecto del Ensanche de Madrid (en rojo) y la ciudad antigua (en gris).

### El Plan Castro
A principios del siglo XIX, Madrid contaba con unos 220.000 habitantes, cifra que llegaría a 300.000 a finales de la década de 1850. Sin embargo, su crecimiento se encontraba constreñido por la cerca de Felipe IV, construida en 1625, que impedía el crecimiento de la ciudad. En 1857, el gobierno publicó un Real Decreto (14 de abril de 1857) por el que se autorizaba al ministro de Fomento, Claudio Moyano, a formular un proyecto de ensanche de la ciudad. El ministro le encargó a Castro el proyecto, que finalizó en mayo de 1859. La reina Isabel II dio su aprobación, el 19 de julio de 1860, al «ante-proyecto de ensanche de Madrid formado por el Ingeniero D. Carlos María de Castro». Castro sería nombrado director del Ensanche.
El Plan Castro, similar al plan de Barcelona  de Cerdá , suponía el paso de la ciudad de 800 a 2300 hectáreas, basándose en un cálculo sobre el aumento de población de la ciudad. Mediante una retícula ortogonal, el plan suponía añadir una corona de terreno a la ciudad por norte, este y sur, ordenando los usos del suelo (residencial, industrial, militar, esparcimiento, agropecuario). La unidad básica de edificación debía ser la manzana regular, con vértices achaflanados y patios interiores. Las calles serían de tres tipos (principales con 30 metros de ancho, secundarias de 20 y las más estrechas de 15). Una cuarta parte del Ensanche estaría destinada a plazas, arboledas y jardines públicos. Finalmente, la ciudad seguía estando limitada por motivos militares y fiscales, pero ya no por una muralla, sino por un foso.
Sin embargo, la construcción del Ensanche fue notablemente lenta, prolongándose entre las décadas de 1860 y 1930 y siendo muy desvirtuado por intereses especulativos y el propio periodo de tiempo durante el que se ejecutó. Así, por ejemplo, Cánovas del Castillo impulsó un Real Decreto en 1864 por el que se redujeron los espacios verdes al 30 o 20%, permitiendo que los espacios libres de las manzanas se convirtieran en calles particulares. En 1876 se cambiaron las ordenanzas en materia de altura y masa de los edificios y en 1893 se suprimieron todos los artículos de las Ordenanzas referentes a la salubridad de los edificios. Asimismo, la anchura de las calles se fue reduciendo y se permitió construir con más de tres y cuatro pisos.

### Últimos años
Con la caída de Isabel II, Castro perdió su cargo de director del Ensanche, pasando a trabajar, a comienzos de la década de 1870, en la línea de ferrocarril que construía, entre Madrid y Lisboa, la Compañía de los Ferrocarriles de Madrid-Cáceres-Portugal.